# Alan White (baterista de Oasis)
Alan White (Eltham, Inglaterra; 26 de mayo de 1972) es un baterista británico conocido por su trabajo con Oasis desde 1995 (cuando entró en reemplazo de Tony McCarroll) hasta el 2004.
Su hermano, Steve White, también es un prolífico baterista, y ha tocado con varios artistas como por ejemplo en The Style Council con Paul Weller o The Who. Alan ha declarado que Steve tuvo un papel importante en cuanto a su desarrollo como baterista. Otras de sus influencias incluyen a Ringo Starr (The Beatles), Chad Smith (Red Hot Chili Peppers), Mick Avory (The Kinks) y John Bonham (Led Zeppelin).
Luego de su separación con Oasis fue reemplazado por Zak Starkey, hijo de una de sus influencias: Ringo Starr.
- Datos: Q522988